# Lipidperoxidáció

Lipidperoxidáció mechanizmusa

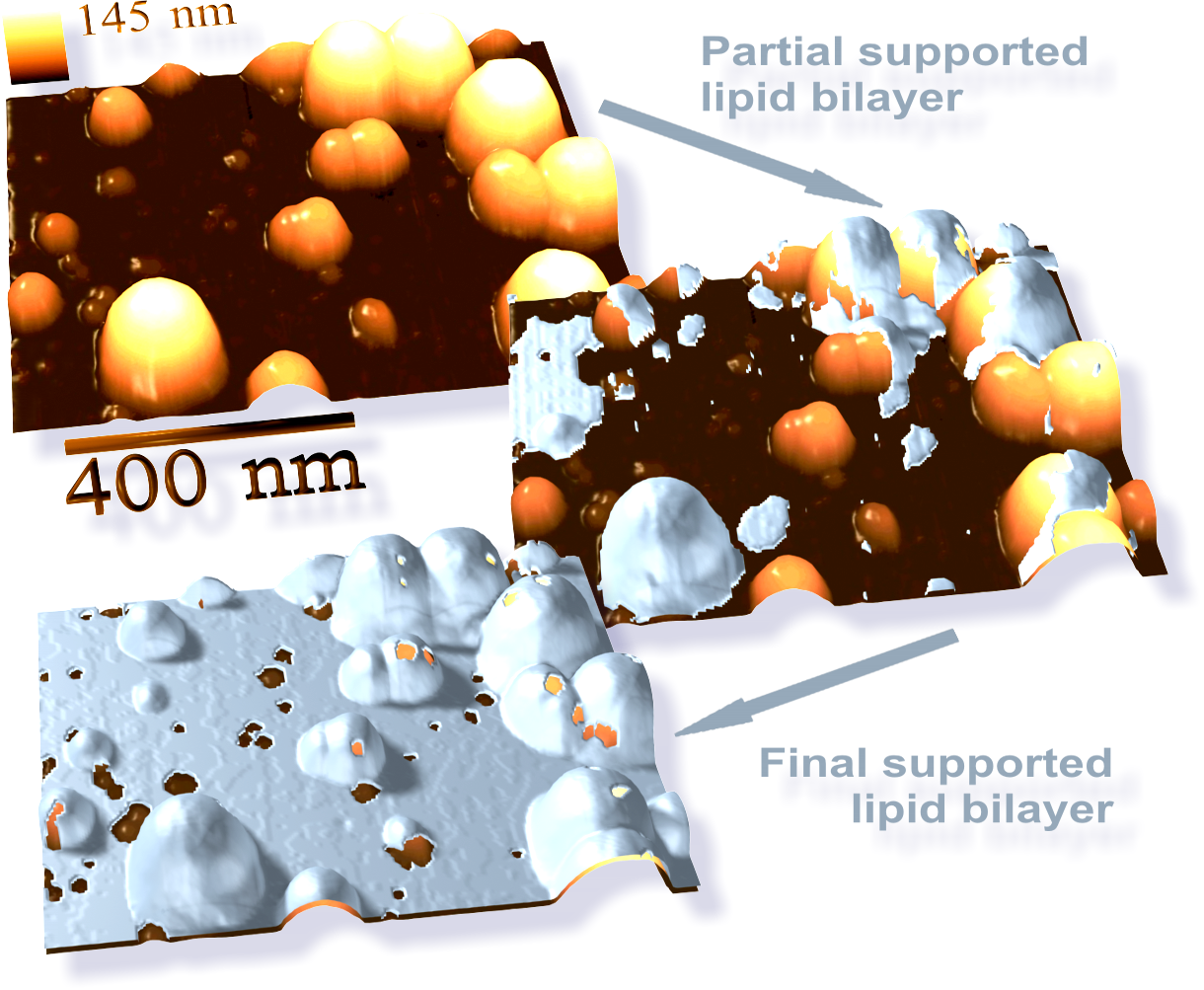
Lipid kettősréteg kialakulása a felszíni, különböző méretű nanorészecskékkel borítva. Transzmembrán pórusok körüli képletek, részecskék mintegy 1-20 nm átmérőjűek

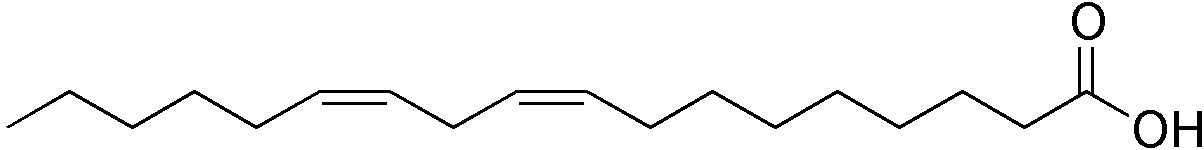
A linolsav kémiai szerkezete

A lipidperoxidáció szabad gyökös láncreakciója

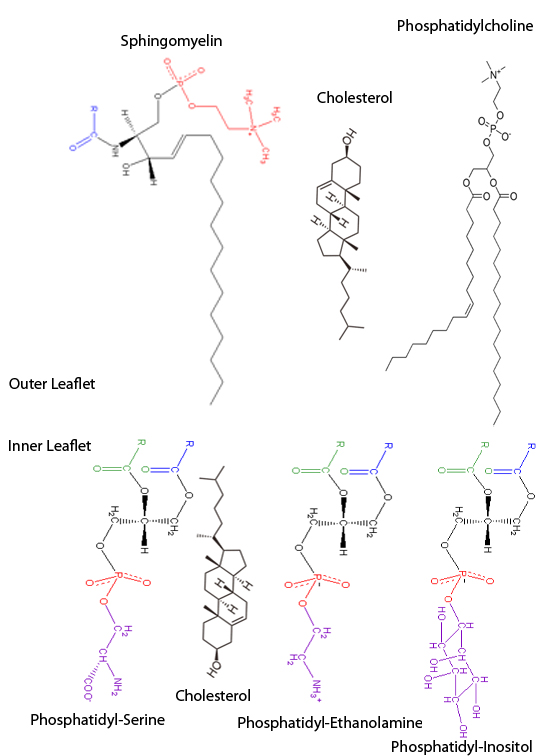
Erythrocyta membrán lipid

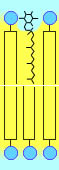
E-vitamin-membrán

A lipidperoxidáció (angol: lipid peroxidation; röv.: LP) az a folyamat, amelyben a lipidmolekula szabadgyök-állapotba kerül, és ezzel peroxigyökké alakul. A folyamat során a lipidet szabadgyök-állapotba hozzák iniciátor segítségével, ezáltal képes reakcióba lépni az oxigénnel, és ennek eredményeként peroxigyök keletkezik. A lipidperoxidáció nem enzimatikus zsírsav-oxidáció. A lipidperoxidáció során a szabad gyök H+-iont von el a többszörösen telítetlen membrán zsírsavaitól (linolsav, linolénsav, arachidonsav és származékai) és a lipoprotein oldallánctól. A keletkezett lipidgyök igen reaktív, más lipidgyökök forrása lehet, illetve telítetlen zsírsavakkal reagálva lipidperoxidokat vagy ciklikus szerkezetű peroxidokat képez (izoprosztánok).

## A lipidperoxidáció folyamatának fő szakaszai
A folyamat lépései:
1. Iniciáció: szabad gyökös támadás, gyökképződés
2. Propagáció: a szabadgyök-képződés láncreakciószerű kiteljesedése
3. Termináció: (kvázi)stabil gyökök és molekulák keletkezése

### Lipidgyök kialakulása (iniciáció, bevezető szakasz)

#### Terminális homolízissel
Az iniciáció egyik reakciókomponense egy olyan lipidmolekula, amely már tartalmaz egy peroxid-csoportot, ilyen pl. a PUFA-hidroperoxid. Ebben a reakcióban PUFA-alkoxi- vagy PUFA-peroxigyökök képződnek. A kettős kötéssel szomszédos szénatomon gyökközpont jön létre, miután az iniciátor szabad gyök elvont egy hidrogént, ezzel szabadgyök-állapota megszűnik, a lipidből pedig alkilgyök keletkezik. Konfigurációs változások jönnek létre azonnal. Önmagában lassú folyamat, annak ellenére, hogy következményesen iniciált reakció, és a katalízisben szereplő részben aktivált komponensek már eleve jelen vannak. E folyamatot is felgyorsítja a fémkatalízis. A reakcióban részt vevő vas pl. az oxidált hemből származhat. 

R = RH = R-COOH + OH• vagy O2 --(-H+)--> R=R•=R-COOH + HOH

### Lipid-peroxid (termináció, befejező szakasz)
Az utolsó fázis a termináció, amelynek végtermékei nem szabad gyökök, de rendelkeznek bizonyos reaktivitással. Ilyen stabil termékek a kilélegzett levegőből mérhető etán és pentán, valamint a testfolydékokból és a szövetekből kimutatható metastabil tiobarbitursav-reaktív malondialdehid. További stabil termékek például a 8-epi-prosztaglandin-F2-α is.

## A lipidperoxidáció citotoxikus termékek forrása

### Aldehidek

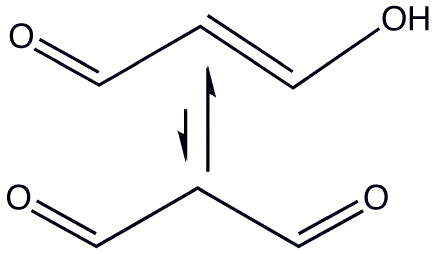
Malondialdehid

A lipidhidroperoxidok bomlásából származnak. Az aldehidek aktívak lehetnek biológiailag, citotoxikus és mutagén is egyben. Továbbá ezek az aldehidek képesek a fehérjékben keresztkötéseket kialakítani, ami számos sejtalkotót képes inaktiválni, beleértve az enzimeket és a sejtmembránokat. Az epében kóros állapotban felszaporodó 
telítetlen zsírsavak oxidációja következtében nagymennyiségű lipidperoxidációs termék, diénkonjugátum és malondialdehid mérhető a krónikus epekővel szövődött epehólyag-gyulladásban. A bilirubinnak, mint természetes antioxidánsnak a szerepe e folyamatban egyelőre kérdéses, de bakteriális fertőzés vagy steril gyulladás hatására szabad gyökök képződnek a betegek epehólyagjában. 

CH2(CHO)2  →  HOCH = CH-CHO

### Izoprosztánok

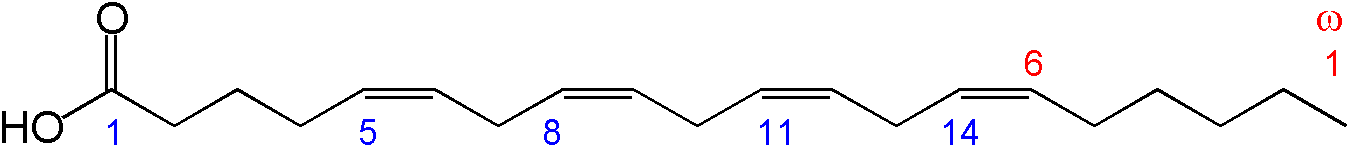
Arachidonsav

Prosztaglandin E1

A 8–epiprosztaglandin-F2α–8-izoprosztán rendelkezik biológiai aktivitással, mint lehetséges és jelentős pulmonális és renális érszűkítő. Az arachidonsav reaktív oxigénszármazék reakciójának hatására jön létre, majd foszfolipázok segítségével kerül szabad állapotban a keringésbe.
Arachidonsav + O2-• ----> izoprosztánok + foszfolipáz ----> 8-izoprosztán

### Szénhidrogének
Az etán elsősorban az omega-3 zsírsavakból képződik (pl. 9,12,15-linolénsav), míg a pentán elsősorban az n-6 telítetlen zsírsavakból származik (pl. 9,12,15-linolein sav, arachidonsav). Az etán (C2H6) és a pentán (C5H12) a kilélegzett levegő illékony gázfázisának a része. A kilégzett gázkeverék szervetlen és szerves molekulákat is tartalmaz. Ez utóbbi molekulacsaládot illékony szerves molekuláknak nevezzük (Volatile Organic Compaunds). A gázok más részének megjelenése változó, így bizonyos kórállapotok egy-egy gázprofillal jellemezhetők (például daganatos betegség).

## A lipidperoxidáció sejtszintű következményei
A sejtekben és a szövetekben létrejövő LP-s folyamatoknak számos toxikus hatása van, amelyek nagymértékben befolyásolják az élő szervezet működését, sőt gyakran morfológiai elváltozásokat is okoznak. A sejtek szintjén jelentkező LP okozta káros hatások jól körülhatárolhatók. 

### A sejtek enzimeinek működésének gátlása
A sejtek enzimeinek gátlása elsősorban a hidroperoxidok hatására következik be, pl. az 
izocitrát-dehidrogenáz-aktivitás szinte teljesen megszűnik a májsejtek mitokondriumaiban a vas-ionok által indukált linolénsav-hidroperoxidok károsító hatása miatt. A szulfhidril-(SH-) csoportok és/vagy a cisztein-tartalmú fehérjék oxidációja is közrejátszik az enzimaktivitások megváltozásában.

## Az egyes szövetek lipidperoxidáció iránti érzékenysége

### Agyszövet
Az agy különösen érzékeny az oxidációs károsodásokra a nagy lipidtartalom miatt, mert kiemelkedően nagy a PUFA-tartalom és gyenge antioxidáns védelemmel rendelkezik.

### Retina
A retina pigment epitélsejtjei különösen érzékenyek az oxidatív hatásokra, amelynek apoptózis a következménye.

### Emésztőtraktus
Hatékony antioxidáns védelemmel bír a glutation-peroxidáz aktivitáson keresztül. A 
gyomor > nyelőcső > vastagbél > vékonybél (kripta >> bélbolyhok csúcsa) mértékkel. 

### Vérerek
Antioxidáns enzimek hiánya jellemzi, arachidonsav kaszkáddal megterhelve.

### Vörösvérsejtek
Oxigén “terhelés” kifejezett antioxidáns védelemmel rendelkeznek (hipo- és akatalazémia (veleszületett katalázhiány)).

### Fehérvérsejtek
Jelentős antioxidáns (elsősorban aszkorbinsav) tartalom. Aszkorbinsav koncentráció: T-limfociták > B-limfociták >monociták. Neutrofil granulociták jelentős oxidatív terheléssel bírnak. H2O2 termelés, oxidatív burst.

### Spermiumok
Rendkívül érzékenyek, gyenge antioxidáns ellátottság, a mitokondriális rendszer fokozott aktivitása jellemzi.

## Lipidperoxidáció mértékének meghatározása

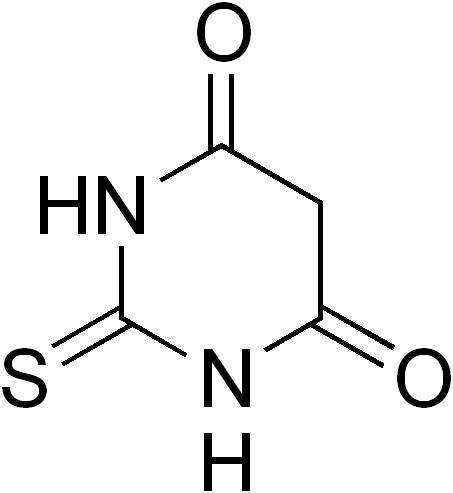
Tiobarbitursav kémiai szerkezete (2-tioxodihidropirimidin-4,6(1H,5H)-dion)

Bizonyos diagnosztikai tesztek rendelkezésre állnak a lipidperoxidáció végtermékeinek mennyiségi meghatározására, így például a malondialdehid (MDA) meghatározása. A leggyakrabban használt teszt a TBARS (tiobarbitursav reaktív anyagok vizsgálat). Tiobarbitursav a malondialdehiddel reagál, így egy fluoreszcens termék képződik, ami mérhető. A lipidperoxidáció mértékét a konjugált dién, a lipidhidroperoxid és a tiobarbitursavval reakcióba lépő (TBARS) anyagok mennyiségének, a plazma teljes lipid-frakciójában és az ebből izolált foszfolipid-frakcióban való meghatározásával követhető.

## A lipidperoxidációval szembeni védekezés és elemeinek sejten belüli lokalizációja

### Természetes antioxidáns szubsztrátok

#### Bilirubin
A bilirubin (Bir), a hemoproteinből keletkező protohem degradációs terméke. Nagyobb koncentrációban mérgező, míg metabolizmusának prekurzora a biliverdin peroxil-gyökfogóként viselkedik. Hatékony peroxil-gyökfogóként és "lánctörő" antioxidánsként is viselkedik kísérletes körülmények között.

LOO• + Bir ⇒ LOOH + Bir•  

vagy LOO• + Bir•⇒  Bir-LOOH 

Bir + O2  ⇔  Bir-OO•

Ha a levegőben az oxigén térfogatszázaléka 20-ról 2%-ra csökken, a harmadik reakció fordított irányú. Az alacsony oxigénnyomás a Bir képződésének kedvez. A vérben a bilirubin antioxidáns hatása élettani oxigéntenzióban nagyobb, mint a levegőben. Egy liposzóma-modellben bizonyítást nyert, hogy élettani oxigénnyomáson a bilirubin hatékonyabb antioxidánsnak bizonyult, mint maga az α-tokoferol. Azonban azt is igazolták, hogy a bilirubin és oxidált formája, a biliverdin, az E-vitaminnal együtt szinergista módon védi a sejteket a lipidperoxidációtól.